# Opasnaya Bay
Die Opasnaya Bay (russisch Бухта Опасная Buchta Opasnaja, deutsch ‚Gefährliche Bucht‘) ist eine Bucht an der Küste des ostantarktischen Enderbylands. Sie liegt unmittelbar nordöstlich der Molodjoschnaja-Station.
Luftaufnahmen entstanden 1956 im Rahmen der Australian National Antarctic Research Expeditions sowie 1957 bei einer sowjetischen Antarktisexpedition. Teilnehmer letzterer Unternehmung gaben der Bucht ihren Namen. Das Antarctic Names Committee of Australia übertrug diesen ins Englische.